# Соколов Микола Олексійович (геолог)
Мико́ла Олексі́йович Соколо́в (15 жовтня 1856, Петербург — 15 чи 16 лютого 1907, Петербург) — російський геолог. Член-кореспондент Петербурзької АН (з 1905).

## Біографія
1879 року закінчив Петербурзький університет. Старший геолог Геологічного комітету (з 1905).

## Основні праці
Основні праці стосуються палеонтології і стратиграфії палеогенових та неогенових відкладів України. Висвітлив походження лиманів Південної України, описав Никопільське родовище мангану.